# Scaptomyza setosa
Scaptomyza setosa är en tvåvingeart som beskrevs av Wheeler och Hajimu Takada 1966. Scaptomyza setosa ingår i släktet Scaptomyza och familjen daggflugor.
Artens utbredningsområde är Ecuador. Inga underarter finns listade i Catalogue of Life.